# Juřinka
Juřinka (deutsch Jurschinka, früher Jurzinka) ist ein Ortsteil der Stadt Valašské Meziříčí in Tschechien. Er liegt drei Kilometer nordwestlich von Valašské Meziříčí und gehört zum Okres Vsetín.

## Geographie
Juřinka befindet sich linksseitig über dem Tal der Bečva in den Hügeln der Kelčská pahorkatina. Gegen Westen liegt das Tal des Baches Svinovec. Südöstlich erhebt sich der Junákov, im Süden die Strážka (424 m) sowie südwestlich der Pastevník (420 m). 
Nachbarorte sind Za Vodou, Lhotka nad Bečvou und Příluky im Norden, Mštěnovice und Bynina im Nordosten, Vrbí, Na Hrně, Potůčky und Krhová im Osten, Krásno nad Bečvou und Valašské Meziříčí im Südosten, Bojkov, Štěpnice und Poličná im Süden, Hájky, Háje, Vystrkov, Zavadilka, Branky und Lhota im Südwesten, Kladeruby im Westen sowie Choryně und Střítež im Nordwesten.

## Geschichte
Die erste schriftliche Erwähnung des bischöflichen Lehngutes Jursina lhotcha erfolgte 1353. Im Jahre 1437 wurde das Dorf als Girzina Lhota bezeichnet. Das Lehngut verlor in der Mitte des 15. Jahrhunderts seine Eigenständigkeit und wurde an das Gut Choryně angeschlossen. Später gehörte es zur Herrschaft Meziříčí. 1516 bestand Girzina Lhota aus fünf Anwesen. 1565 wurde der Ort als Gyrzyna Lhota bezeichnet. Im Urbar der Herrschaft Meziříčí sind 1676 für Juržinka acht Bauern und ein Erbvogt verzeichnet. Aus dem Jahre 1718 ist der Ortsname Jurzinka überliefert. 1776 bestand das Dorf aus der Vogtei, sechs Bauernwirtschaften, zwei Kleinbauern, vier Häuslern und acht Knechten. 1828 wurde ein hölzernes Schulhaus eingeweiht. Das älteste Ortssiegel stammt von 1830, es zeigt den hl. Georg mit einer Lanze auf dem Körper eines Drachen stehend. 1846 wurde der Ort Juřinka bzw. Jurschinka genannt. Die Bewohner von Juřinka lebten von der Landwirtschaft. Bis 1849 blieb Juřinka der Herrschaft Meziříčí untertänig.
Nach der Aufhebung der Patrimonialherrschaften bildete Juřinka ab 1850 eine Gemeinde in der Bezirkshauptmannschaft Valašské Meziříčí. Zwischen 1860 und 1873 wurde in Juřinka eine Mühle und Walke betrieben. 1888 bezog die Schule ein neues steinernes Gebäude. Nach der Aufhebung des Okres Valašské Meziříčí wurde die Gemeinde 1960 dem Okres Vsetín zugeordnet. Am 1. Januar 1976 erfolgte die Eingemeindung von Juřinka nach Valašské Meziříčí. Im selben Jahre stellte die Schule den Unterricht ein und die Kinder wurden in die Stadt umgeschult. Im Jahre 1991 lebten in Juřinka 420 Menschen. Beim Zensus von 2001 wurden 447 Einwohner und 145 Wohnhäuser gezählt.

## Sehenswürdigkeiten
- Kapelle